# Gordon Brown
James Gordon Brown (født 20. februar 1951 i Giffnock, Skotland) er en britisk politiker, og Storbritanniens premierminister fra 2007 til 2010. Han var leder af det britiske socialdemokratiske parti, Labour, men trådte tilbage den 11. maj 2010.
Han blev indsat 27. juni 2007 som Tony Blairs efterfølger på posten. Brown var fra 1997 til 2007 Chancellor of the Exchequer (dvs. finansminister) i Tony Blairs regering – og dermed den længst siddende finansminister siden begyndelsen af 1800-tallet. Som finansminister bestræbte han sig på at få Labour til at fremstå som økonomisk ansvarligt, bl.a. ved at følge de konservatives udgiftsplaner de første to år efter at Labour havde overtaget regeringsmagten. Hans første handling som finansminister var at give Bank of England uafhængighed til selv at fastsætte renten.
Han har en doktorgrad i politisk historie fra University of Edinburgh, hvor han også har været rektor i tre år. Han har desuden arbejdet som magasinredaktør og politisk kommentator på skotsk tv.
Gordon Brown blev valgt til Underhuset i 1983, og blev allerede i 1985 oppositionens ordfører i handels- og industrispørgsmål. I 1992 blev han skygge-finansminister. Han var en mulig kronprins til at overtage ledelsen af Labour i 1994, da partilederen John Smith døde. Det menes[kilde mangler], at Blair og Brown indgik en aftale om, at Blair ville udnævne Brown til finansminister, når han blev premierminister, og at Brown ved næste valg skulle overtage premierministerposten.
Posten som partileder for Labour overtog Brown efter Blair 24. juni 2007, tre dage før han overtog premierministerposten. Efter parlamentsvalget den 6. maj 2010 fratrådte Brown den 10. maj posten som leder af Labour.